# Henryk Nakwaski
Henryk Mirosław Klemens Nakwaski (ur. 1800 w Lipnicach, zm. 22 marca 1876 w Tours) – polski działacz emigracyjny i publicysta, powstaniec listopadowy.
Był synem prezesa Senatu Franciszka Salezego i jego żony pisarki i publicystki Anny z Krajewskich. Studiował prawo na Królewskim Uniwersytecie Warszawskim uczestnicząc w półjawnym życiu studenckim. po studiach nadzorował więzienie w Płocku, a w Warszawie zabiegał o stworzenie oddziału więziennego dla nieletnich. W 1826 ożenił się z Karoliną Potocką córką pułkownika Adama Potockiego. po bezpotomnej śmierci stryj Jana Pawła Nakwaskiego w 1828 odziedziczył majątek w Kępie Polskiej.  W okresie powstania listopadowego był posłem z powiatu bracławskiego na sejm 1831 i zwolennikiem prawicy Towarzystwa Patriotycznego. Po klęsce powstańców opuścił kraj, unikając więzienia, skonfiskowany majątek wykupiła matka Henryka. Nakwascy już nigdy nie zobaczyli ojczyzny. Henryk z rodziną przebywał  w Dreźnie, gdzie nawiązał znajomość z Adamem Mickiewiczem, w Paryżu, Genewie, Niemczech, Szwajcarii i Tours. Jego demokratyczne przekonania spowodowały, że znalazł się poza najbardziej wpływowym nurtem emigracyjnym, jakim by Hotel Lambert księcia Adama Jerzego Czartoryskiego. Był członkiem sejmu powstańczego na emigracji.  Od 1833 do 1834 współwydawał Souvenirs de la Pologne. We Francji współzałożyciel Szkoły Polskiej w Paryżu.
Pisał na tematy oświatowe, rolnicze, bankowe, autor pamiętników z lat 1830-50, których fragmenty drukował Józef Kallenbach w monografii Mickiewicza. Optował za uwłaszczeniem chłopów.

## Dzieła
- Uwagi o życiu najkorzystniejszym czasu w emigracji (1833)[4][5]
- O  nadaniu własności włościanom polskim za wynagrodzeniem teraźniejszych właścicieli dóbr (1835)[6]
- Kilka słów o demokracji (1838)[7]